# 고시가야시
고시가야시(일본어: 越谷市)은 일본 사이타마현 동남부에 있는 시이다. 사이타마현에서 다섯 번째로 인구가 많다. 중핵시, 업무핵도시로 지정되어 있다.

## 지리
사이타마현 남동부에 위치한다. 도부 이세사키선이 남북으로 종단하고, 동일본 여객철도 무사시노선이 동서로 횡단한다.
모토아라강, 나카가와강, 아야세강, 후루토네강, 니가타강 등 많은 하천이 흐르고 있어 "수향 고시가야"로 불린다. 지형은 대부분이 평지이며 산림, 원야는 거의 없다.
시가지의 중심은 신코시가야역, 미나미코시가야역 주변과 고시가야역 주변에 분산되어 있다. 시청과 공민관이 있는 고시가야역 주변은 행정 중심지로 기능하고 있다.

### 인접한 자치체
- 가스카베시
- 가와구치시
- 기타카쓰시카군
  - 마쓰부시정
- 사이타마시
  - 이와쓰키구
- 소카시
- 요시카와시

## 역사
- 1954년 11월 3일 - 고시가야정, 오사와정, 니카타촌, 사쿠라이촌, 오부쿠로촌, 오기시마촌, 데와촌, 가모촌, 오사가미촌, 마스바야시촌이 합병해 고시가야정이 되었다.
- 1958년 11월 3일 - 시로 승격해 고시가야시가 되었다.

## 교통

### 도로
- 국도 4호선
- 신국도 4호선
- 국도 63호선

### 철도
- 도부 철도 이세사키선
  - 가모역 - 신코시가야역 - 고시가야역 - 기타코시가야역 - 오부쿠로역 - 센겐다이역
- 동일본 여객철도 무사시노선
  - 미나미코시가야역

## 인구
| 연도 | 인구    | ±%      |
| ---- | ------- | ------- |
| 1960 | 49,585  | —       |
| 1970 | 139,368 | +181.1% |
| 1980 | 223,241 | +60.2%  |
| 1990 | 285,259 | +27.8%  |
| 2000 | 308,307 | +8.1%   |
| 2010 | 326,313 | +5.8%   |
| 2020 | 341,621 | +4.7%   |

## 기후
| 고시가야시의 기후                                            | 고시가야시의 기후 | 고시가야시의 기후 | 고시가야시의 기후 | 고시가야시의 기후 | 고시가야시의 기후 | 고시가야시의 기후 | 고시가야시의 기후 | 고시가야시의 기후 | 고시가야시의 기후 | 고시가야시의 기후 | 고시가야시의 기후 | 고시가야시의 기후 | 고시가야시의 기후 |
| 월                                                           | 1월               | 2월               | 3월               | 4월               | 5월               | 6월               | 7월               | 8월               | 9월               | 10월              | 11월              | 12월              | 연간              |
| ------------------------------------------------------------ | ----------------- | ----------------- | ----------------- | ----------------- | ----------------- | ----------------- | ----------------- | ----------------- | ----------------- | ----------------- | ----------------- | ----------------- | ----------------- |
| 역대 최고 기온 °C (°F)                                       | 18.9 (66.0)       | 24.3 (75.7)       | 27.7 (81.9)       | 30.3 (86.5)       | 35.1 (95.2)       | 35.8 (96.4)       | 40.2 (104.4)      | 40.4 (104.7)      | 37.9 (100.2)      | 33.6 (92.5)       | 26.1 (79.0)       | 25.9 (78.6)       | 40.4 (104.7)      |
| 일평균 최고 기온 °C (°F)                                     | 9.6 (49.3)        | 10.6 (51.1)       | 14.1 (57.4)       | 19.6 (67.3)       | 24.1 (75.4)       | 26.7 (80.1)       | 30.7 (87.3)       | 32.1 (89.8)       | 27.9 (82.2)       | 22.1 (71.8)       | 16.6 (61.9)       | 11.8 (53.2)       | 20.5 (68.9)       |
| 일일 평균 기온 °C (°F)                                       | 4.2 (39.6)        | 5.2 (41.4)        | 8.7 (47.7)        | 13.9 (57.0)       | 18.7 (65.7)       | 22.0 (71.6)       | 25.9 (78.6)       | 27.1 (80.8)       | 23.3 (73.9)       | 17.5 (63.5)       | 11.6 (52.9)       | 6.5 (43.7)        | 15.4 (59.7)       |
| 일평균 최저 기온 °C (°F)                                     | −0.5 (31.1)       | 0.4 (32.7)        | 3.6 (38.5)        | 8.7 (47.7)        | 14.0 (57.2)       | 18.2 (64.8)       | 22.2 (72.0)       | 23.4 (74.1)       | 19.7 (67.5)       | 13.7 (56.7)       | 7.3 (45.1)        | 1.8 (35.2)        | 11.0 (51.8)       |
| 역대 최저 기온 °C (°F)                                       | −7.5 (18.5)       | −7.1 (19.2)       | −4.9 (23.2)       | −1.4 (29.5)       | 4.7 (40.5)        | 10.6 (51.1)       | 14.1 (57.4)       | 15.4 (59.7)       | 10.2 (50.4)       | 4.2 (39.6)        | −1.8 (28.8)       | −5.3 (22.5)       | −7.5 (18.5)       |
| 평균 강수량 mm (인치)                                        | 50.2 (1.98)       | 47.5 (1.87)       | 94.5 (3.72)       | 109.8 (4.32)      | 124.4 (4.90)      | 144.0 (5.67)      | 138.0 (5.43)      | 134.3 (5.29)      | 197.0 (7.76)      | 203.4 (8.01)      | 78.6 (3.09)       | 50.3 (1.98)       | 1,366.9 (53.81)   |
| 평균 강수일수 (≥ 1.0 mm)                                     | 4.4               | 5.0               | 9.2               | 9.9               | 10.2              | 12.0              | 11.0              | 8.6               | 11.0              | 10.1              | 7.3               | 5.2               | 103.4             |
| 평균 월간 일조시간                                           | 199.6             | 181.7             | 185.3             | 184.0             | 182.5             | 128.9             | 153.4             | 180.1             | 134.7             | 135.5             | 153.7             | 174.5             | 1,993.9           |
| 출처: 일본 기상청 (평년값: 1991년~2020년, 극값: 1977년~현재) |                   |                   |                   |                   |                   |                   |                   |                   |                   |                   |                   |                   |                   |